# 尖槐藤属
尖槐藤属（学名：Oxystelma）是萝藦科下的一个属，为缠绕、秃净草本或亚灌木植物。该属共有4种，分布于亚洲热带和亚热带地区。